# ضربه بزرگ
ضربه بزرگ (به انگلیسی: The Big Hit) فیلمی محصول سال ۱۹۹۸ و به کارگردانی کرک وانگ است. در این فیلم بازیگرانی همچون مارک والبرگ، لو دایموند فیلیپس، کریستینا اپل‌گیت، ایوری بروکس، بوکیم وودبین، آنتونیو ساباتو جونیور، لینی کازان، الیوت گولد، ساب شیمونو، للا روشون، رابین دان ایفای نقش کرده‌اند.